# Кањон Сушице
Кањон реке Сушице је кањон у Црној Гори, Налази се на западним обронцима планине Дурмитор. Један је од четири знаменита кањона који окружују ову планину (кањон Таре, кањон Комарнице, кањон Пиве и кањон Сушице). Кањон Сушице дуг је 14 км и налази се на 37 километара југозападно од Жабљака. Сушица извире на око 1300 метара надморске висине, а улива се у Тару на 512 метара надморске висине. Кањон се такође налази у оквиру националног парка Дурмитор.

## Карактеристике кањона
Кањон је дугачак око 1,5 км. Састоји се од две вертикале; једна од 30 м и друга од 15 м.

## Име
Претпоставља се да је река Сушица своје име добила због несталности свог тока, који чак једним делом и понире испод површине Земље. Највише таквих понора налази се непосредно пре места уливања Сушице у Тару.

## Насеља у близини
На самом ободу кањона налазе се два сеоска насеља (Мала) Црна Гора и Недајно .
Што се тиче већих градова, удаљена је од Подгорице око 85 киломeтара.